# Le Bouchage (Isère)
Le Bouchage település Franciaországban, Isère megyében. Lakosainak száma 648 fő (2022. január 1.). Le Bouchage Saint-Victor-de-Morestel, Vézeronce-Curtin, Groslée-Saint-Benoît, Les Avenières-Veyrins-Thuellin, Brangues és Morestel községekkel határos.

## Népesség
A település népességének változása:
| Lakosok száma | 384  | 397  | 424  | 549  | 616  | 625  | 623  | 629  | 634  | 648  |
|               | 1968 | 1982 | 1990 | 2006 | 2013 | 2015 | 2017 | 2019 | 2020 | 2022 |